# GS-441524
GS-441524是一種核糖核苷酸类似物之抑制剂，作為治療由貓冠狀病毒引起的貓傳染性腹膜炎（FIP，簡稱貓傳腹）的特效藥，此病以往為家貓之絕症。此藥由吉利德（Gilead）公司研發，其機制主要是本身作為“偽裝者”，“欺騙”病毒的RNA依赖性RNA聚合酶（RdRp）與之結合，進而中斷RNA病毒複製，然後靠自身免疫來打敗病毒。起初是針對伊波拉病毒而研發，目前亦為瑞德西韋（Remdesivir，GS-5734）之前体药物，瑞德西韦就是由GS-441524磷酸化而衍生的药物。
比過去同樣治療貓傳腹的GC376（Anivive Lifesciences公司開發）有更好的效果，而且通常不需要任何其它形式的治療。對於出現神經症狀的FIP患貓仍能起效，而GC376無法治癒已經有神經症狀的患貓，並且可能出現恒牙發育異常情況。GS-441524適宜的劑量是4毫克/公斤，每24小時皮下注射，治療週期至少12周。目前未獲批上市過（無論是作為人藥還是獸藥），据《大西洋月刊》报道，时至2020年，GS-441524尚未被批准用于猫的治疗，通常是作为一种昂贵的黑市配方被购买的。
一名為Pedersen教授曾請求允許合法生產GS-441524，但遭到了吉利德公司的拒絕。因為吉利德擔心允許GS-441524用於貓身上會損害其用於人體身上獲利的能力。

## 參看
- 貓冠狀病毒
- 貓傳染性腹膜炎
- 瑞德西韋